# На посошок (рассказ)
«На посошок», Буран; Один на дороге; (англ. One for the Road, Return to 'Salem's Lot) — рассказ в жанре хоррор американского писателя Стивена Кинга, впервые опубликованный в журнале «Maine» в номере за март/апрель 1977 года. В 1978 году рассказ вошёл в авторский сборник «Ночная смена».

## Сюжет
10 января 1978 года. В бар на окраине Фолмута в штате Мэн врывается Джерард Ламли, чей Mercedes с женой Дженни и дочерью Фрэнсис застрял в сильной метели ночью в 6 милях от бара рядом с заброшенным три года назад городом Иерусалимов Удел. В заведении находятся лишь 70-летний старик Бут и его друг, владелец бара Херб «Туки» Туклендер.
Изначально Херб предлагает позвонить шерифу, но в итоге они решают спасти женщин и выезжают к ним на International Harvester Scout: Иерусалимов Удел пользуется дурной славой среди местных из-за загадочных исчезновений людей.
По дороге Ламли замечает бесформенную фигуру с красными глазами. Следуя по оставленным машиной семейства следам Туки информирует Ламли, что если его родных не будет в кабине машины, то они не будут их искать, а вернутся в Фолмаут и проинформируют шерифа. Также Бут советует ему не общаться с неизвестными людьми.
Поисковая группа находит Mercedes с включёнными фарами и двигателем, но сама машина пуста за исключением детской куклы и курточки 7-летней Фрэнси. Ламли замечает две идущие от машины цепочки следов, но Туки запрещает ему идти вслед за ними. Бут и Херб в итоге рассказывают Ламли о вампирах Иерусалима, но тот считает их сумасшедшими и отправляется в путь под их присмотром.
Спустя время следы теряются, и Ламли начинает звать своих родных. На его зов приходит обольстительно выглядящая Дженни, которая заманивает Ламли к себе и кусает его, также показав свои красные глаза. Старики бегут к своей машине, где их поджидает Френсис, на шее которой Бут замечает две дырочки от укуса, а сама она стоит на снегу и не проваливается в него. Ребёнок гипнотизирует его, но метнувший в нежить католическую Библию Дуэ своей матери Туки спасает друга. Двое садятся в машину и уезжают.
На следующее утро шериф находит автомобиль Ламли, но друзья не сообщают ему ничего. Туки умирает от инфаркта миокарда через пару лет после инцидента. Буту продолжает сниться та ночь и дочь Ламли. Он предупреждает читателя, что, если тот находятся в южном Мэне, никогда не ездить через Иерусалим ни по какой причине, особенно ночью. Иначе тот рискует встретит Фрэнси Ламли, которая «еще надеется одарить кого-то поцелуем перед сном».

## Связь с другими произведениями
Рассказ является продолжением романа Стивена Кинга «Жребий» и рассказа «Иерусалимов удел».